# Casey Abrams

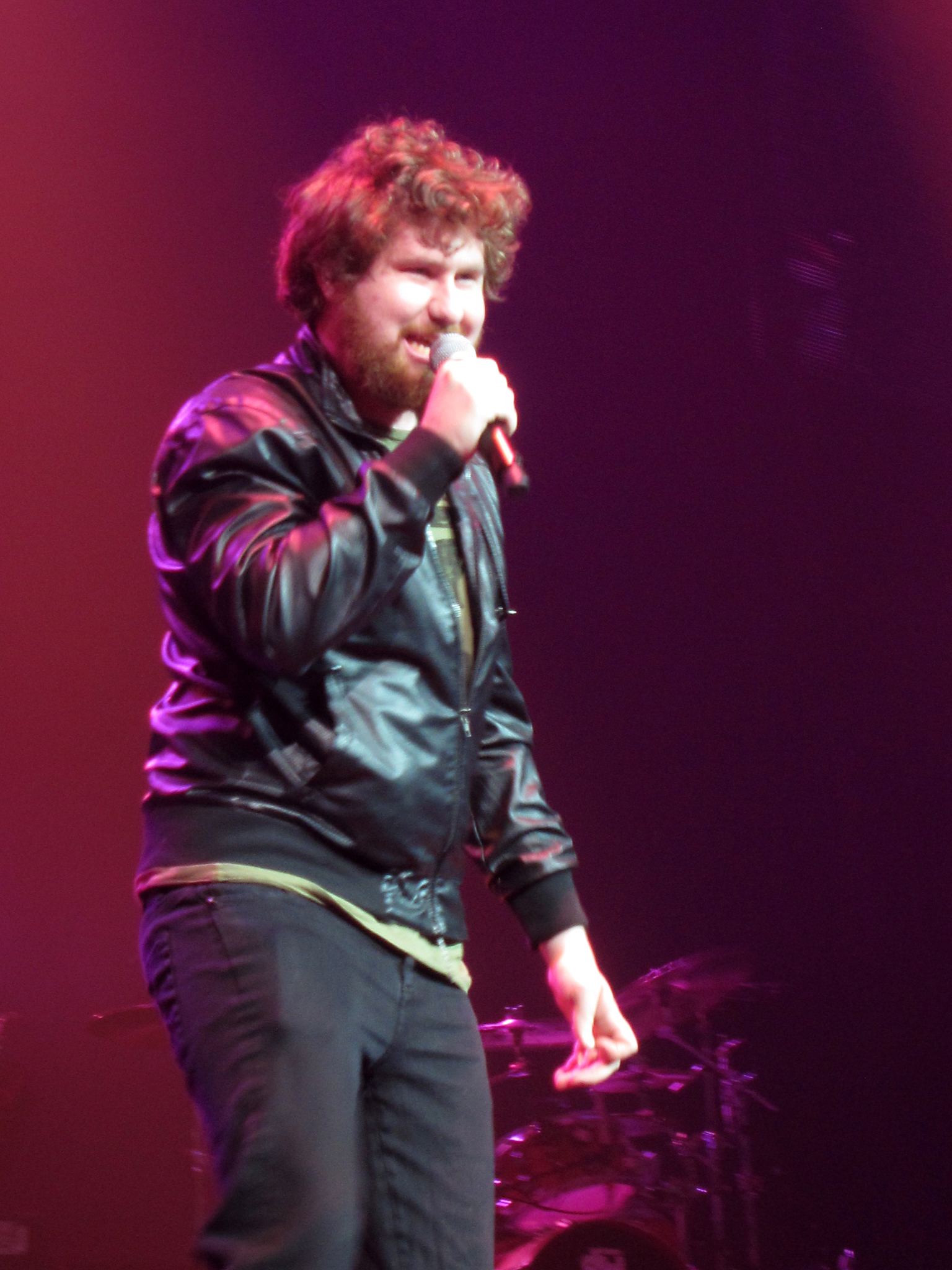
Casey Abrams (2011)

Casey Abrams (* 12. Februar 1991 in Austin, Texas) ist ein US-amerikanischer Sänger. Im Jahr 2011 nahm er an der zehnten Staffel von American Idol teil.

## Leben
Casey Abrams wurde am 12. Februar 1991 in Austin, Texas als Sohn von Pam Pierce und Ira Abrams geboren. Abrams besuchte die Idyllwild Arts Academy, wo sein Vater unterrichtet.
Abrams nahm an der zehnten Staffel von American Idol teil und wurde Sechster. Ein Jahr darauf, am 26. Juni 2012 wurde sein erstes Album Casey Abrams veröffentlicht, welches Randy Jackson produziert hatte.

## American Idol
Abrams besuchte das Casting in Austin, Texas. In der Top 11 Show hatte Abrams zwar die wenigsten Anrufe erhalten, wurde allerdings von der Jury gerettet. Er schied aus der Sendung am 28. April 2011 aus und wurde Sechster. Als letzte Performance in der Show hatte er "I Put a Spell on You" von Screamin’ Jay Hawkins gesungen und auf der Bühne alle Teilnehmer geküsst. Er bedankte sich bei der Jury und sang die letzten zwei Worte für seine Mitteilnehmerin Haley Reinhart.
Am 25. Mai 2011 hatte er im Finale allerdings einen weiteren Auftritt, gemeinsam mit Jack Black sang er "Fat Bottomed Girls" von Queen.

### Auftritte
| Show            | Lied                                                      | Originalinterpret            |
| --------------- | --------------------------------------------------------- | ---------------------------- |
| Audition        | I Don't Need No Doctor                                    | Ray Charles                  |
| Hollywood (1)   | Lullaby of Birdland                                       | Ella Fitzgerald              |
| Hollywood (2)   | Get Ready (Gruppe)                                        | The Temptations              |
| Hollywood (3)   | Georgia on My Mind                                        | Hoagy Carmichael             |
| Las Vegas       | A Hard Day’s Night (Gruppe)                               | The Beatles                  |
| Hollywood (4)   | Why Don't You Do Right?                                   | Kansas Joe McCoy             |
| Top 24 (12 Men) | I Put a Spell on You                                      | Screamin’ Jay Hawkins        |
| Top 13          | With a Little Help from My Friends                        | The Beatles                  |
| Top 12          | Smells Like Teen Spirit                                   | Nirvana                      |
| Top 11 (1)      | I Heard It Through the Grapevine                          | The Miracles                 |
| Top 11 (2)      | Your Song                                                 | Elton John                   |
| Top 9           | Have You Ever Seen the Rain?                              | Creedence Clearwater Revival |
| Top 8           | Nature Boy - The Boy with the Green Hair                  | Nat King Cole                |
| Top 7           | Harder to Breathe                                         | Maroon 5                     |
| Top 6           | I Feel the Earth Move (Duett mit Haley Reinhart) Hi-De-Ho | Carole King The City         |

## Remixe seiner Singles
Seine erste Single "Get Out" wurde vom britischen Drum-and-Bass-DJ Keeno remixed und erzielte innerhalb eines halben Jahres nach Veröffentlichung hunderttausende Klicks bei Youtube.

## Diskografie

### Alben
- 2012: Casey Abrams
- 2016: Tales From the Gingerbread House
- 2018: Put a Spell on You

### Singles
- 2012: Get Out
- 2012: Simple Life

### Promo-Singles
- 2011: Baby It's Cold Outside (mit Haley Reinhart)